# كريستوفر بوند
كريستوفر بوند (بالإنجليزية: Christopher Bond)‏ هو ملحن بريطاني، ولد في 1992 في Camborne ‏ في المملكة المتحدة.

## وصلات خارجية
- كريستوفر بوند على موقع ميوزك برينز (الإنجليزية)